# DualPenSports
DualPenSports, или Touch! Double Pen Sports (яп. タッチ！ダブルペンスポーツ Татти! Дабуру Пэн Супо:цу) — компьютерная игра, разработанная японской компанией indies zero и изданная компанией Namco Bandai Games для портативной игровой консоли Nintendo 3DS. Жанр игры — спортивный симулятор. Игра была выпущена 2 июня 2011 года в Японии, 16 сентября 2011 года в России компанией 1С-СофтКлаб.

## Отзывы
| Сводный рейтинг | Сводный рейтинг |
| Агрегатор       | Оценка          |
| --------------- | --------------- |
| GameRankings    | 55,30 %         |